# Jared L. Bates

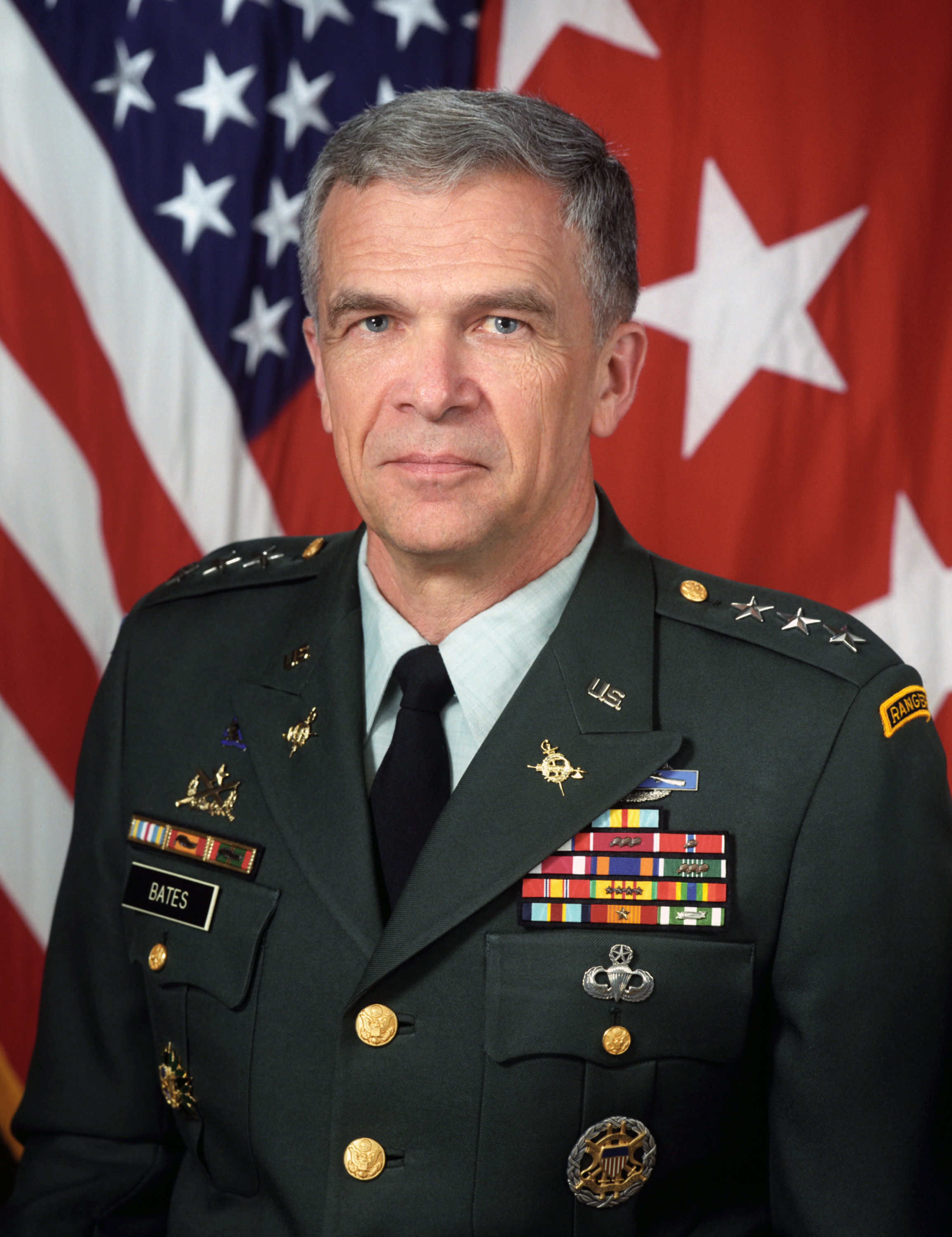
Jared L. Bates (1997)

Jared Lewis Bates  (* 17. Juni 1941 in Oswego, Oswego County, New York) ist ein pensionierter Generalleutnant der United States Army. Er war unter anderem Kommandeur der 2. Panzerdivision.

## Leben
Jared Bates ist ein Sohn von Stanford Collins Bates und dessen Frau Cathrene LeClair. Über das ROTC-Programm der Cornell University gelangte er im Jahr 1964 in das Offizierskorps des US-Heeres. Dort wurde er als Leutnant der Infanterie zugeteilt. In der Armee durchlief er anschließend alle Offiziersränge vom Leutnant bis zum Drei-Sterne-General.
Im Lauf seiner militärischen Karriere absolvierte Bates verschiedene Kurse und Schulungen. Dazu gehörten unter anderem das United States Army War College und das britische Royal College of Defence Studies in London. Außerdem erhielt er akademische Grade von der University of Kansas.
In seinen jüngeren Jahren absolvierte er den für Offiziere in den niederen Rangstufen üblichen Dienst in unterschiedlichen Einheiten und Standorten. Dazu gehörten auch Aufgaben als Stabsoffizier in verschiedenen Hauptquartieren. Bates kommandierte militärische Einheiten auf fast allen Ebenen. In den Jahren 1981 bis 1983 kommandierte er ein in Deutschland stationiertes Bataillon. Danach wurde er Stabsoffizier bei der ebenfalls in Deutschland ansässigen 3. Infanteriedivision.
Von 1985 bis 1987 befehligte Bates eine Brigade der 82. Luftlandedivision im damaligen Fort Bragg (North Carolina). Anschließend war er bis 1988 Stabschef dieser Division. Daran schloss sich eine Versetzung nach Fort Ord in Kalifornien an, wo er Stabsoffizier bei der 7. Infanteriedivision wurde. Dort verblieb er bis 1991. In diese Zeit fiel die US-Invasion in Panama an der die 7. Infanteriedivision beteiligt war.
In den Jahren 1991 und 1992 gehörte Bates der Stabsabteilung G3 (Operationen) des United States Army Forces Command an. Zwischen Juni und November 1992 kommandierte er die 5. Infanteriedivision, die dann deaktiviert wurde. In der Folge übernahm Bates das Kommando über die 2. Panzerdivision in Fort Hood, dem heutigen Fort Cavazos, das er zwischen November 1992 und Mai 1994 innehatte.
Nachdem er sein Kommando an Robert S. Coffey übergeben hatte, wurde Bates zum Stab der Joint Chiefs of Staff versetzt, wo er bis 1995 als Vice Director, Joint Operations der Stabsabteilung J3 angehörte. Anschließend übernahm er das Amt des Generalinspekteurs des Heeres (Inspector General of the US Army). Dieses Amt bekleidete er bis zum Jahr 1997. Danach schied er aus dem aktiven Militärdienst aus.
Nach seiner Pensionierung war Bates für einige Jahre im Vorstand der National Group, MPRI tätig. Dann wurde er Koordinator bei der Koalitions-Übergangsverwaltung (Office of Reconstruction and Humanitarian Assistance), dabei handelt es sich um die Übergangsregierung nach dem Irakkrieg im von Koalitionstruppen besetzten Irak von April 2003 bis Juni 2004.
Bates ist seit dem 22. August 1964 mit Patricia Beach Greene verheiratet.

## Orden und Auszeichnungen
Jared Bates erhielt im Lauf seiner militärischen Laufbahn unter anderem folgende Auszeichnungen:
- Defense Distinguished Service Medal
- Army Distinguished Service Medal
- Legion of Merit
- Bronze Star Medal